# Carismah Studios
Carismah Studios es un sello discográfico cristiano con sede en Katy, Texas. Fue establecido en 1993 en Puerto Ordaz, Venezuela. Hoy en día es parte del Grupo de CA Entertainment Group. 

## Artistas

### Actuales
- Christian Sebastia
- RUAJ (banda)
- Joan Sebastia
- Juan Sebastia